# تريفور كاهيل
تريفور كاهيل (بالإنجليزية: Trevor Cahill)‏ هو لاعب كرة قاعدة أمريكي، ولد في 1 مارس 1988 في أوسيانسيدي في الولايات المتحدة.

## وصلات خارجية
- تريفور كاهيل على موقع دوري كرة القاعدة الرئيسي (الإنجليزية)
- تريفور كاهيل على موقعبيزبول رفرنس.كوم (الدوري الرئيسي) (الإنجليزية)
- تريفور كاهيل على موقعبيزبول رفرنس.كوم (الدوري الثانوي) (الإنجليزية)
- تريفور كاهيل على موقع إي إس بي إن.كوم (أم.أل.بي) (الإنجليزية)
- تريفور كاهيل على موقع مشجعي الرسوم البيانية (الإنجليزية)
- تريفور كاهيل على موقع أوليمبيديا (الإنجليزية)